# Helotium subsordidum
Helotium subsordidum är en svampart som beskrevs av Dennis 1961. Helotium subsordidum ingår i släktet Helotium och familjen Helotiaceae.   Inga underarter finns listade i Catalogue of Life.